# Săcel, Harghita
Săcel là một xã thuộc hạt Harghita, România. Dân số thời điểm năm 2002 là 1322 người.